# ハリチュ駅
ハリチュ駅（-えき、トルコ語: Haliç Metro İstasyonu）または金角湾駅（きんかくわんえき）はトルコ・イスタンブールの金角湾上にある、イスタンブール地下鉄M2号線の駅。

## 歴史
- 2014年2月15日 - 開業。
- 2019年8月30日 - 深夜運転開始。しかし後にトルコでの新型コロナウイルス流行により休止となる。
- 2022年5月6日 - 深夜運転再開。土曜と日曜のみの0時30分から5時30分の間、30分おきの発着で、料金は通常の2倍[1]。この運行時間でもアザプカプ側とウンカパヌ側の出入り口は解放される[2]。

## 駅構造

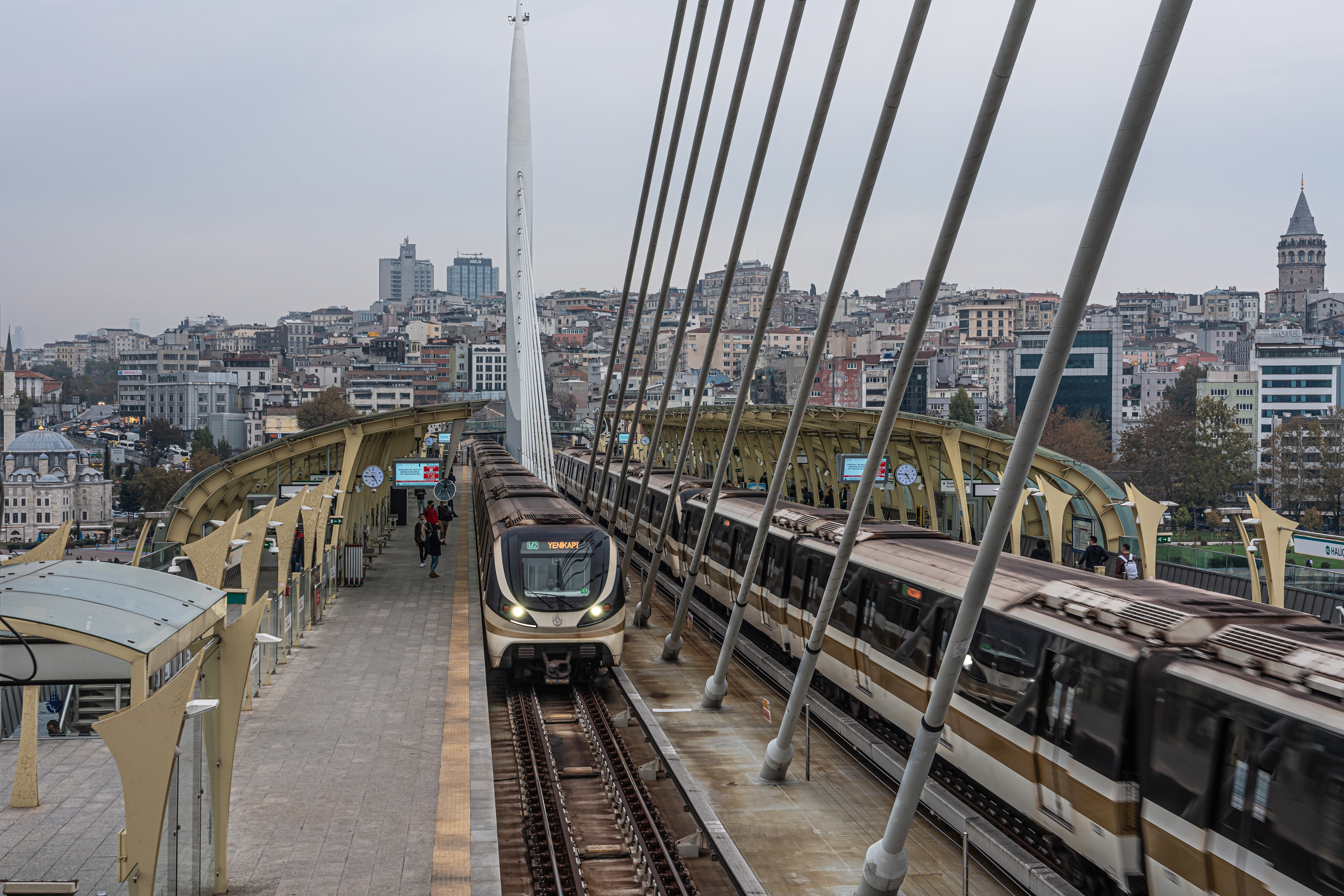
ホーム全景

金角湾メトロ橋上に設置された相対式ホーム2面2線を有する高架駅。両ホームは同一階に別個に改札口が設けられており、改札内でのホーム間の移動は出来ない。改札外にホームを跨ぐ跨線橋がある。出口は金角湾メトロ橋の両端のアザプカプ側（北側）とウンカパヌ（南側）の2ヶ所ある。

### のりば
案内上ののりば番号は設定されていない。
| シシハーネ＝ ゼミン・イスタンブール ↑ 西側 ⇌ \| ⇌ 東側 ↓ ウェズネジレル |          |        |                                            |
| 東側ホーム                                                              | （北行） | M2号線 | タクスィム・レヴェント・ハジュオズマン方面 |
| 西側ホーム                                                              | （南行） | M2号線 | イェニカプ方面                             |

## 駅周辺
- アタチュルク橋（トルコ語版） - 駅の隣に位置する、金角湾を跨ぐ道路橋。

アザプカプ側(北側)
- アザプカプ・ソクル・メフメット・パシャ・モスク
- アザプカプ・サヒール公園（Azapkapı Sahil Parkı）
- ゴールデン・シティ・ホテル・イスタンブール（Golden City Hotel istanbul）

ウンカパヌ側（南側）
- カンタルシラル・モスク（Kantarcılar Camii）
- スレイマン・スバシ・モスク（Süleyman Subaşı Camii）
- ウチュミフラプル・モスク（トルコ語版）
- ヤヴズ・シナン・モスク（Yavuz Sinan Camii）

## 隣の駅
イスタンブール地下鉄
 M2号線
ウェズネジレル駅 - ハリチュ駅 - シシハーネ＝ゼミン・イスタンブール駅